# Wolfgang Kleinsteuber
Wolfgang Kleinsteuber, né en 1944 à Benshausen en Thuringe et mort en 2012 à Berlin, est un peintre et sculpteur allemand. Il était également connu sous son nom d'artiste Wolf van Roy.

## Vie et œuvre
Kleinsteuber a grandi en Thuringe et a fui la RDA en 1958. Il étudia de 1959 à 1962 à la Fachschule für angewandte Kunst/Rhön Sculpture sur bois et de 1963 à 1969 à l'Académie des Beaux-Arts à Munich en tant qu'élève de Georg Brenninger. (1909-1988) de sculpture et d'architecture. Il vivait et travaillait à Berlin depuis 1970.
Dans les années 1970, il a travaillé en tant qu'enseignant d'art. Il a repris dans son travail des motifs d'art extra-européen et Art antique. Ses autres domaines de travail étaient la poésie visuelle et le néopaganisme. Les objets de Kleinsteuber se trouvent dans des collections publiques et privées, et en particulier dans des lieux publics de Berlin,. Parmi ses œuvres principales, on trouve ici la sculpture St. Hildegard à la Katholische Schule Sankt Hildegard, Berlin et les sculptures spatiales créées dans les années 1980 dans les gares de Lichterfelde West (Flora) et Dahlem Dorf (Couples d'amoureux) à Berlin,. Ces derniers s'inspirent des statues ancestrales des Africains de l'Ouest Dogon, créant ainsi un lien avec les collections du Musée d'ethnologie, situé à l'époque non loin de la station de métro,.
En outre, Kleinsteuber a régulièrement collaboré avec différents artistes de différents domaines, notamment avec Joachim Walther, dans le cadre de l'« atelier ouvert » qu'il a fondé. Il a également travaillé comme illustrateur. Il habitait la villa historique Wüllenweber à Lichterfelde, qu'il exploitait en tant que musée d'art contemporain, comme l'avait décrété la fondatrice Hildegard Wüllenweber-Pechstein (1920-1993), la nièce de Max Pechstein. Wüllenweber et Kleinsteuber étaient les fondateurs de l'initiative citoyenne Schwarze Rose, grâce à laquelle la colonie de villas de Lichterfelde West a été déclarée zone architecturale protégée.
Kleinsteuber est décédé en 2012 dans sa villa berlinoise. Il a été enterré au cimetière du parc de Lichterfelde (de). L'éloge funèbre fut prononcé par Christian Gizewski.
Une initiative citoyenne autour de Nils Seethaler s'engage depuis 2022 pour la rénovation et la réinstallation de la sculpture « Flora von Lichterfelde » créée par Kleinsteuber pour la gare de Berlin-Lichterfelde West, qui a été entre-temps délocalisée.

## Commandes publiques
- Groupes de sièges couples d'amoureux à la U-Bahnhof Dahlem (1984)
- Sculpture Flora dans la Gare S-Bahn Lichterfelde West (1985)
- Sculpture Sainte Hildegarde dans la École Sainte Hildegard Berlin (1979)